# پل سولیر
پل سولیر (انگلیسی: Paolo Sollier؛ زادهٔ ۱۳ ژانویهٔ ۱۹۴۸) بازیکن فوتبال اهل ایتالیا است.
از باشگاه‌هایی که در آن بازی کرده‌است می‌توان به باشگاه فوتبال پروجا و باشگاه فوتبال پرو ورچلی اشاره کرد.